# Jakarta Challenger 1993
Il Jakarta Challenger 1993 è stato un torneo di tennis facente parte della categoria ATP Challenger Series nell'ambito dell'ATP Challenger Series 1993. Il torneo si è giocato a Giacarta in Indonesia dal 22 al 28 novembre 1993 su campi in cemento.

## Vincitori

### Singolare
Sébastien Lareau ha battuto in finale  Mark Petchey con il punteggio di 6–2, 3–6, 7–6

### Doppio
Lan Bale /  David Nainkin hanno battuto in finale  Mathias Huning /  Adam Malik con il punteggio di 6–7, 7–6, 7–6